# هاندزام الكلاسيكي 2021
هاندزام الكلاسيكي 2021 (بالفرنسية: Bredene Koksijde Classic 2021)‏ هو سباق دراجات هوائية، وهو الموسم رقم 18 من السباق، وأقيم في 19 مارس 2021، وامتدّ لمسافة 199.9 كيلومتر، وهو أحد سباقات سلسلة سباقات الاتحاد الدولي للدراجات للمحترفين 2021، وقد شارك في السباق 165 متسابقاً ووصل إلى نهايته 99 متسابقاً.
فاز فيه بالمركز الأول تيم ميرلير، وبالمركز الثاني مادس بيدرسن، وبالمركز الثالث فلوريان سينيشال.

## الفرق
| فرق عالمية (12)- Bora-Hansgrohe - Ineos Grenadiers - Lotto Soudal - Deceuninck-Quick Step - Qhubeka Assos - Cofidis - Israel Start-Up Nation - Trek-Segafredo - UAE Team Emirates - Team DSM - Groupama-FDJ - Intermarché-Wanty-Gobert Matériaux فرق برو (10)- Alpecin-Fenix - Arkéa-Samsic - ديلكو 2021 ‏ - Total Direct Énergie - Bardiani CSF Faizanè - سبورت فلاندرين بالويس 2021 ‏ - 2021 بي آند بي هوتيلز ‏ - بنجوال دبليو بي 2021 ‏ - أونو اكس برو سايكلنج تيم 2021 ‏ - 2021 ويلير تريستينا-سيل إيطاليا ‏ فرق قارية (3)- Van Rysel–Roubaix ‏ - بيت سايكلنج 2021 ‏ - تارتيلتو-ايزوريكس 2021 ‏ |  |
| |  |

## التصنيف العام النهائي
| التصنيف العام         | التصنيف العام          | التصنيف العام | التصنيف العام          | التصنيف العام     |
| العداء                | العداء                 | البلد         | الفريق                 | الوقت             |
| --------------------- | ---------------------- | ------------- | ---------------------- | ----------------- |
| 1                     | تيم ميرلير             | بلجيكا        | Alpecin-Fenix          | 4 س 12 دقيقة 43 ث |
| 2                     | مادس بيدرسن            | الدنمارك      | تريك سيغافريدو         | + 0 ث             |
| 3                     | فلوريان سينيشال        | فرنسا         | دكونيك كويك ستب        | + 0 ث             |
| 4                     | توم فان أسبروك         | بلجيكا        | Israel Start-Up Nation | + 0 ث             |
| 5                     | إدوارد مايكل جروسو     | رومانيا       | Delko                  | + 0 ث             |
| 6                     | Stanisław Aniołkowski ‏ | بولندا        | Bingoal-WB             | + 0 ث             |
| 7                     | ماكس والشيد            | ألمانيا       | Qhubeka Assos          | + 0 ث             |
| 8                     | Bram Welten ‏           | هولندا        | اركيا سامسيك           | + 0 ث             |
| 9                     | Nils Politt ‏           | ألمانيا       | بورا هانسغروه          | + 0 ث             |
| 10                    | سيريل ليموان           | فرنسا         | B&B Hotels p/b KTM     | + 0 ث             |
| مصدر: ProCyclingStats |                        |               |                        |                   |

## وصلات خارجية
- الموقع الرسمي
- لمحة عن سباق هاندزام الكلاسيكي 2021 على موقع  ProCyclingStats   (برو  سايكلنج  ستاتس) - إحصاءات  محترفي  الدراجات.
- هاندزام الكلاسيكي 2021 على موقع إحصائيات الدراجات الإحترافية (الإنجليزية)